# Jean-François Di Martino
Jean-François Di Martino (Enghien-les-Bains, 2 de marzo de 1967) es un deportista francés que compitió en esgrima, especialista en la modalidad de espada.
Participó en dos Juegos Olímpicos de Verano, obteniendo una medalla de plata en Sídney 2000, en la prueba por equipos (junto con Hugues Obry y Éric Srecki), y el cuarto lugar en Barcelona 1992, también en la prueba por equipos.
Ganó una medalla de oro en el Campeonato Mundial de Esgrima de 1999, y tres medallas en el Campeonato Europeo de Esgrima entre los años 1993 y 1999.

## Palmarés internacional
| Juegos Olímpicos   | Juegos Olímpicos     | Juegos Olímpicos  | Juegos Olímpicos   |
| Año                | Lugar                | Medalla           | Prueba             |
| ------------------ | -------------------- | ----------------- | ------------------ |
| 2000               | Sídney (Australia)   | Medalla de plata  | Espada por equipos |
| Campeonato Mundial |                      |                   |                    |
| Año                | Lugar                | Medalla           | Prueba             |
| 1999               | Seúl (Corea del Sur) | Medalla de oro    | Espada por equipos |
| Campeonato Europeo |                      |                   |                    |
| Año                | Lugar                | Medalla           | Prueba             |
| 1993               | Linz (Austria)       | Medalla de bronce | Espada individual  |
| 1996               | Limoges (Francia)    | Medalla de bronce | Espada individual  |
| 1999               | Bolzano (Italia)     | Medalla de plata  | Espada por equipos |